# 豆彦站
豆彦站（韓語：두언역）是朝鮮民主主義人民共和國咸鏡南道端川市的一個鐵路車站，属于豆彦线。

## 邻近车站
豆彦线
吾梦里站 - 豆彦站 - 汝海津站